# Districte de Rottal-Inn
El districte de Rottal-Inn, en alemany Landkreis Rottal-Inn, és un districte rural (Landkreis), una divisió administrativa d'Alemanya, situat al sud-est de la regió administrativa de la Baixa Baviera a l'estat federat de l'Estat Lliure de Baviera (Freistaat Bayern). Limita al sud i en sentit horari amb el districte d'Altötting, Mühldorf, Landshut, Dingolfing-Landau i Passau. Al sud-est hi ha l'estat austríac de l'Alta Àustria (Braunau). Compta amb una població de 118.164 (2017).

## Història
El districte va ser creat el 1972 mitjançant la fusió dels dos districtes anteriors de Pfarrkirchen i Eggenfelden i parts dels districtes Griesbach i Vilsbiburg.

## Geografia
Els principals rius del districte són el Inn i el seu tributari, el Rott.

## Escut d'armes
| Escut d'armes | L'escut d'armes combina els símbols dels dos districtes anteriors. Dexter en cap és una pantera com el símbol d'Eggenfelden, derivada de l'escut d'armes dels comtes d'Spanheim, que va governar l'àrea fins al segle xiii. Sinistre a base d'un cavall com a símbol de Pfarrkirchen, ja que la zona és famosa per la tradició de cria de cavalls. El bressol sinistre Azure entre ells simbolitza els dos rius del districte, l'Inn i el Rott. |

## Ciutats i municipis
| Ciutats | Municipis                                                 | |
| --- | --------------------------------------------------------- | --- |

Ciutats i municipis al Landkreis Rottal-Inn

| 1. Eggenfelden 2. Pfarrkirchen 3. Simbach am Inn Markt(ciutats de mercat) 1. Arnstorf 2. Bad Birnbach¹ 3. Gangkofen 4. Massing¹ 5. Tann¹ 6. Triftern 7. Wurmannsquick ¹ administrat dins d'un Verwaltungsgemeinschaft | 1. Bad Birnbach 2. Ering 3. Falkenberg 4. Massing 5. Tann | 1. Bayerbach 2. Dietersburg 3. Egglham 4. Ering 5. Falkenberg 6. Geratskirchen¹ 7. Hebertsfelden 8. Johanniskirchen 9. Julbach 10. Kirchdorf am Inn 11. Malgersdorf 12. Mitterskirchen 13. Postmünster 14. Reut 15. Rimbach¹ 16. Roßbach 17. Schönau 18. Stubenberg¹ 19. Unterdietfurt 20. Wittibreut 21. Zeilarn ¹ administrat dins d'un Verwaltungsgemeinschaft |